# Éric Sandillon
Éric Sandillon, né en 1969, est un artiste plasticien, réalisateur et enseignant d'arts appliqués français.

## Biographie

### 1969-1999: Jeunesse et formation
Il naît en 1969,. Il vit à Paris. En 1991, il obtient un DNSAA à l'École nationale supérieure des arts appliqués et des métiers d'art (ENSAAMA). La même année, Sandillon remporte le prix Jean Hamon d'Issy-les-Moulineaux. Dès 1995, il travaille sur le vêtement d'information.
En 1996, Sandillon poursuit ses études et obtient un DNSEP à l'École nationale supérieure des beaux-arts (ENSBA) de Paris. Trois ans plus tard, en 1999, il est diplômé d'un Master of Fine Arts à l'université Willem de Kooning à Rotterdam.

### Carrière
En 1998, il expose ses œuvres à Amsterdam à la Galerie van Gelder,. En 1999, il est considéré comme faisant partie d'une avant-garde d'artistes luttant alors pour leur reconnaissance au sein des milieux artistiques français, à l'instar de Paola Salerno ou de George Dupin.
En 2002, il expose un ensemble de photographies à la Galerie Martine et Thibault de la Châtre, dans le 3e arrondissement de Paris,,. Cet ensemble s'appelle Marianne dévoilée et s'intéresse, entre autres, à l'engagement social de la jeunesse. Cette même année, il obtient l'agrégation d'arts appliqués,.
Sandillon expose à Halle-sur-Saale en Allemagne en 2004,,. Le projet qu'il expose présente l'histoire et les conditions de vie de la communauté Vietnamienne en Allemagne de l'Est.
En 2005, il publie Projet louche, chez Gallimard, une synthèse de son œuvre. La même année, il expose aux côtés d'Agnès Varda et Michelangelo Pistoletto et présente son œuvre L'allergie, dont la pièce centrale est un film d'animation qu'il a réalisé. En 2006, Sandillon présente une table géante aux rencontres des arts de Thevet-Saint-Julien,. Il est exposé au Salon du dessin contemporain en 2008.
En 2011, une de ses tapisseries est exposée dans la chambre du Dauphin au Château de Versailles,. Sandillon est aussi exposé dans le cadre de l'exposition Actualités à Caen.
Il enseigne le Numérique et la 3D à l'École nationale supérieure des arts appliqués et des métiers d'art (ENSAAMA),. En 2016, il intervient pendant la journée d’études Critique du réseau à l’Institut National d’Histoire de l’Art (INHA).
En 2017, sa tapisserie Sans limite de stock est exposée à la manufacture de Beauvais,, pour les Journées européennes du patrimoine. Le Fonds régional d'art contemporain (FRAC) possède une partie de ses œuvres, tout comme le Mobilier national,.
En 2018, il est exposé aux côtés, entre autres, d'Henri Matisse, Joan Miró, Le Corbusier et Raymond Hains au musée des arts décoratifs et du design de Riga en Lettonie,,,. Cette exposition, nommée Colour of Gobelins. Contemporary Gobelins from the "Mobilier national" collection in France, prend place lors de la sixième édition de l'art textile de Riga,,,.

## Analyse de l'œuvre
Selon Jérémie Elalouf, maître de conférences à l'université Toulouse-Jean Jaurès, Sandillon « pense [le vêtement d'information] capable de manifester des enjeux politiques dans l'espace public, et de produire une condensation entre art et design en réactualisant le modèle constructiviste dans un contexte post-industriel » à partir de 1995. Il considère que son œuvre est marquée par une réflexion sur les corps comme « supports et signes d'une information politique ». Dans ce cadre là, il aurait évolué vers la figure de la dépouille, « un corps vide, un 'sac de peau', une forme de condensation entre peau et vêtement ».
Son œuvre est marquée par le vêtement et l'utilisation du vêtement comme support de diffusion d'informations. Pour Virginie Mouzat, Sandillon révèle l'époque par l'« apparence, l'intense » en utilisant le slogan publicitaire comme outil contestataire. Dans certaines de ses œuvres, comme Pull Dolly ou encore Sans limite de stock, l'artiste « s'inspire de l'évolution de notre société, le clonage, la mondialisation, l'internationalisation des entreprises... Il raconte le clonage aux enfants, les rassurant ainsi sur l'issue si confuse de leur conte de fées ».

### Style international
Style international, une série de photographies représentant un individu portant un manteau en cuir conçu par Sandillon, est décrit de la sorte par le critique d'art et professeur de philosophie Brian Holmes (en): 

« La performance d'Éric Sandillon est cruciale - précisément en ce qui concerne la distinction entre privé et public, qui est à la base de nos démocraties en déclin. La fiction d'une sphère privée, dissociée de la sphère publique, est ce qui disparaît ici. Le style de la production d'information inscrit ses messages directement sur la peau. Désormais, votre style personnel - la manière dont vous vous déplacez à travers la matrice de la ville - fera toute la différence. Soit quelque chose de nouveau émerge, soit l'ancienne démocratie disparaît simplement. »

### Sans limite de stock
Une de ses œuvres, Sans limite de stock est représentative de l'arrivée de l'informatique dans l'art dans les années 2000 et s'intéresse aux nouvelles technologies, comme le clonage, avec, notamment, une allusion à la brebis Dolly. Dans ce cadre, Louis Surreaux déclare à son propos :

« Dans l’œuvre d’Eric Sandillon, Sans limite de stock, l’image de couleurs vives fait référence à la manipulation génétique, à la création d’un nouveau vivant par la main de l’Homme. [...] Les dessins colorés en aplat sont traduits par des formes pixélisées, comme issue de l’informatique. [...] L’emploi des couleurs vives place cette tapisserie dans la dimension du panneau publicitaire, moyen de communication par excellence. »

### Something missing
En 2004, il expose à Halle-sur-Saale une œuvre s'intéressant à la diaspora Vietnamienne ayant rejoint l'Allemagne de l'Est pendant la période communiste dans le cadre du programme d'État d'entraide entre l'Allemagne de l'Est et le Vietcong,. Cette série de photos consiste en des posters qui montrent les sites d'échange et de production de la communauté vietnamienne et représente aussi des T-Shirts que Sandillon déchire et perce. La Werkleitz déclare à propos de l'œuvre : « Le projet souligne l’invisibilité continue d’une histoire qui se caractérise d’une part par l’exploitation, la ghettoïsation et la représentation manipulatrice, et d’autre part par l’adaptabilité et l’autonomie dans les conditions précaires de l’après-socialisme ». Ces affiches visualisent « les lieux d’échanges et de production d’une communauté dont la représentation dans le paysage urbain est plutôt sobre »,.

### L'Allergie
Réalisé en 2005, ce film met en scène un « personnage dévitalisé qui n'est plus [comme auparavant] support d'information, mais, au travers de sa souffrance, symptôme de l'information elle-même ».

## Œuvres

### Productions
- L'Abri de fortune (Poncho à poches), 1996, vêtement modulable, performance et installation[45].

### Expositions individuelles
- Vitrine Matignon, galerie Martine et Thibault de la Châtre, Paris[3].
- Container Projet Louche, 1999, station Blaak de Rotterdam[3].
- Du travail. Event, 2002, galerie Martine et Thibault de la Châtre, Paris[3].
- Mois de la photographie, 2002, galerie Martine et Thibault de la Châtre, Paris[3].
- L'allergie, 2005, galerie Martine et Thibault de la Châtre, Paris[3].

### Expositions collectives
- Le dessous de table (censuré), 1996, mairie du 6e arrondissement de Paris[3].
- City Pity, 1997, galerie Xavier Hufkens, Bruxelles[3].
- Pull Dolly. Event, 1998, galerie Van Gelder, Amsterdam[3].
- Tendance design : Pull Dolly, 1998, Printemps de la mode, Paris[3].
- City Pity 2, 1999, galerie de la Deutscher Akademischer Austauschdienst, Berlin[3].
- Du travail. Event, 2002, centre de la photographie à Genève[3].
- Ado, 2002, Frac de Normandie-Caen[3].
- Représentation du travail/travail de représentation, 2003, Centre d'art contemporain de Genève[3].
- Photographie, 2004, Art Brussel, Bruxelles[3].
- Something missing, 2004, Werklietz Biennale, Halle[3].
- Fil d'Ariane, 2005, maison des métallos, Paris[3].
- Echos d'époque, 2005, Frac de Normandie-Caen[3]/musée des Beaux-Arts de Caen[3].
- A table(s), 2005, centre d'art de Chamarande[3].
- Colour of Gobelins. Contemporary Gobelins from the "Mobilier national" collection in France, 2018, musée des arts décoratifs et du design, Riga[36].

### Commande publique
- Sans limite de stock, 2002, Mobilier national, manufacture des Gobelins, Paris[3].

### Filmographie
- L'Allergie, 2005[5].
- 200 euros, 2007[46].

### Ouvrages
- Projet Louche, 2005, Paris, éditions Gallimard.

### Publications
- Modèle dérivé, 1997, catalogue Géricault Point de vue contemporain, Paris[3].
- Pull Dolly, 1998, catalogue Evans & Wong, N. 3-4, Paris[3].
- Le style international, 1999, Street Magazine, Vienne[3].
- De l'objet privé à l'intervention publique (extraits), 2002, Catalogue du mois de la photographie, Paris[3],[47].
- République / Nation 01.05.2002, 2003, Je veux, Paris[3],[48].
- From private object to public intervention, 2003, Territorial invasions of the Public and Private, ed. Institut Piet Zwart, Rotterdam[3],[49].
- Modèle dérivé, juin 1996, journal du kiosque, no 1, p. 44, Saint-Herblain[50].
- Modèle dérivé, 1997, dans Géricault: points de vue contemporains[50].
- Entretien avec mon père, 2003, éd. Centre de la photographie de Genève[3],[51],[52].
- Le dessous de table, 2005, A table, catalogue d'exposition du centre d'art de Chamarande[3].
- Je ne me souviens plus très bien, 2005, Utile, Ed. Passage Piétons[3].

### Séminaires
- On presentation about my work, 1998, Central Saint Martins College of Art and Design, Londres[3].
- A propos de l'exposition 'Marianne dévoilée', 2002, École nationale supérieure des arts appliqués et des métiers d'art (ENSAAMA)[3].